# AG Weser
AG Weser (Aktien-Gesellschaft Weser) byla německá loděnice sídlící na řece Vezeře v Brémách. Stavěla civilní i vojenská plavidla. Fungovala v letech 1843–1983. Za první a druhé světové války byla významným dodavatelem německých ponorek. Kromě toho postavila i řadu velkých hladinových lodí, včetně bitevních lodí, křižníků a torpédoborců.

## Historie

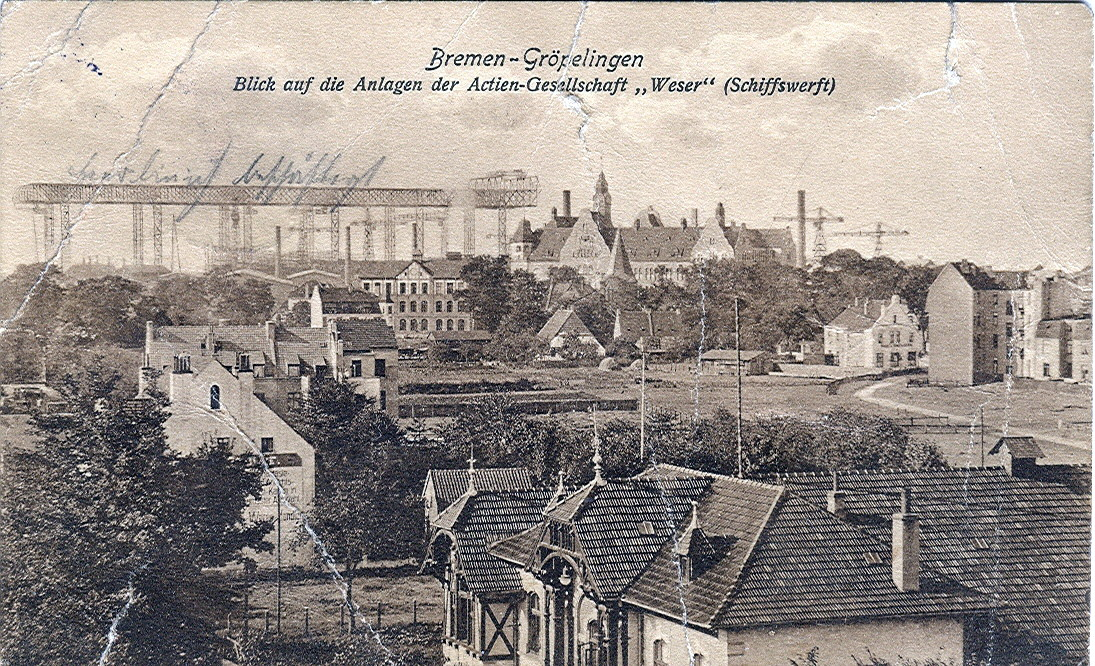
Loděnice AG Weser na pohledu datovaném do roku 1914

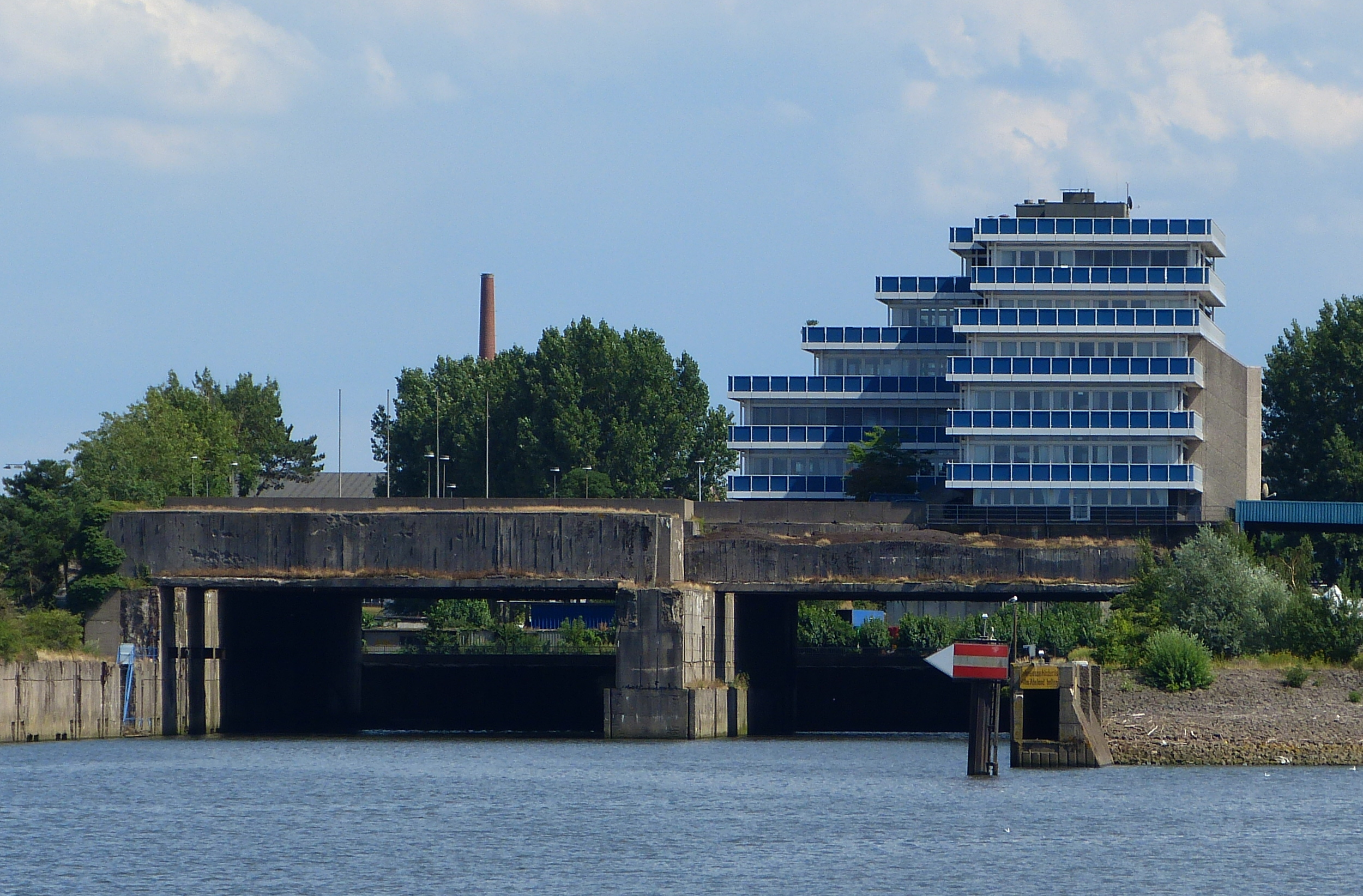
Ponorkový bunkr Hornisse

Loděnice byla založena v Brémách roku 1843 pod názvem Eisengiesserei und Maschinenfabrik Waltjen und Leonhardt. Od roku 1849 se jmenovala Waltjen & Co. a od roku 1872 nesla jméno AG Weser. Během první světové války loděnice stavěla především ponorky. Roku 1926 bylo osm německých loděnic, včetně AG Weser, sloučeno do konsorcia Deschimag (Deutsche Schiff- und Maschinenbau Aktiengesellschaft). Za druhé světové války byla AG Weser významným dodavatelem ponorek pro německou Kriegsmarine. V letech 1936–1945 jich dodala 162 kusů různých typů, nejvíce velkého oceánského Typu IX. Za války loděnice využívala i práce nuceně nasazených a vězňů z koncentračních táborů. V říjnu 1944 loděnici těžce poškodilo spojenecké bombardování. Činnost obnovila roku 1949. Činnost loděnice ukončila 31. prosince 1983.

## Vybrané projekty

### Fregaty
- Třída Bremen (F122) – raketová fregata
  - Niedersachsen (F208)

### Bitevní lodě
- Třída H (nedostavěna) – bitevní loď

- Třída König – dreadnought
  - SMS Markgraf

- Třída Helgoland – dreadnought
  - SMS Thüringen

- Třída Nassau – dreadnought
  - SMS Westfalen

- Třída Siegfried – pobřežní bitevní loď
  - SMS Beowulf
  - SMS Frithjof

### Křižníky
- Třída Königsberg – lehký křižník
  - SMS Magdeburg
  - SMS Königsberg
  - SMS Emden

- Třída Graudenz – pancéřový křižník
  - SMS Regensburg

- Třída Scharnhorst – pancéřový křižník
  - SMS Gneisenau

- Třída Magdeburg – lehký křižník
  - SMS Magdeburg
  - SMS Stralsund

- Třída Bremen – lehký křižník
  - SMS Bremen
  - SMS München
  - SMS Leipzig

- Třída Gazelle – lehký křižník
  - SMS Niobe
  - SMS Ariadne
  - SMS Medusa
  - SMS Frauenlob
  - SMS Arcona

- SMS Hela – avízo
- Třída Wacht – avízo

- Třída Victoria Louise – chráněný křižník
  - SMS Victoria Louise

### Torpédoborce
- Zerstörer 1944 (nedostavěny) – torpédoborce
- Zerstörer 1936C (nedostavěny) – torpédoborce
- Zerstörer 1936B (5 ks) – torpédoborce
- Zerstörer 1936A Narvik (12 ks) – torpédoborce
- Zerstörer 1936 (6 ks) – torpédoborce
- Zerstörer 1934 (4 ks) – torpédoborce

### Ponorky
- Typ I (2 ks) – ponorky[2]
- Typ VII (6 ks) – ponorky[2]
- Typ IX (108 ks) – oceánské ponorky[2]
- Typ XXI (40 ks) – oceánské ponorky[2]

- Třída UB I (9 ks) – pobřežní ponorky
- Třída UB II (12 ks) – pobřežní ponorky
- Třída UB III (33 ks, další nedokončeny) – pobřežní ponorky

- Třída UC I (5 ks) – pobřežní minonosné ponorky
- Třída UC II (7 ks) – pobřežní minonosné ponorky
- Třída UC III (nedokončeny) – pobřežní minonosné ponorky

- Třída U 57 (12 ks) – ponorky
- Třída U 127 (stavba zrušena) – ponorky
- Třída U 142 (stavba zrušena) – ponorky

- Molch – miniponorky

### Další vojenská plavidla
- Třída Nautilus (2 ks) – minonosky

### Civilní plavidla
- SS Bremen – pasažérská loď, Norddeutscher Lloyd[3]
- SS Scharnhorst – pasažérská loď, Norddeutscher Lloyd
- SS Gneisenau – pasažérská loď, Norddeutscher Lloyd
- Kandelfels – nákladní loď za druhé světové války sloužící jako pomocný křižník Pinguin
- Ems – nákladní loď za druhé světové války sloužící jako pomocný křižník Komet